# رافائل میندز

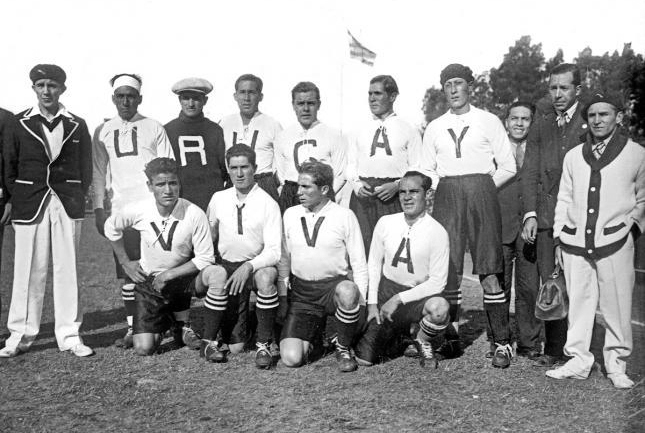
تیم فوتبال بولیوی در جام جهانی ۱۹۳۰

رافائل میندز (انگلیسی: Rafael Méndez؛ ۱۹۰۴ – ۱ ژوئیه ۱۹۸۲) یک بازیکن فوتبال اهل بولیوی بود.
وی همچنین در تیم ملی فوتبال بولیوی بازی کرده‌است.